# 4,4-dimetiloctano
El 4,4-dimetiloctano es un alcano de cadena ramificada con fórmula molecular C10H22.